# Parmeliopsis chlorolecanorica
Parmeliopsis chlorolecanorica är en lavart som beskrevs av Elix. Parmeliopsis chlorolecanorica ingår i släktet Parmeliopsis och familjen Parmeliaceae.   Inga underarter finns listade i Catalogue of Life.